# Paulasteriidae
Paulasteriidae is een familie van stekelhuidigen uit de klasse van de Asteroidea (Zeesterren).

## Geslacht
- Paulasterias Mah et al. 2015